# Olympische Sommerspiele 2024/Teilnehmer (Afghanistan)
| Gelbes Symbol für Goldmedaillen mit stilisierten Olympischen Ringen | Graues Symbol für Silbermedaillen mit stilisierten Olympischen Ringen | Braundes Symbol für Bronzemedaillen mit stilisierten Olympischen Ringen |
| ------------------------------------------------------------------- | --------------------------------------------------------------------- | ----------------------------------------------------------------------- |
| —                                                                   | —                                                                     | —                                                                       |

Afghanistan nahm an den Olympischen Spielen 2024 in Paris mit sechs Sportlern in vier Sportarten teil. Es war die insgesamt 16. Teilnahme an Olympischen Sommerspielen.
Es handelte sich um die erste Teilnahme des Landes seit der erneuten Machtübernahme der Taliban in Kabul und deren Proklamation des Islamischen Emirats Afghanistan im August 2021. Viele Athleten waren daraufhin ins Exil gegangen, insbesondere Frauen. Das IOC hatte den Vertretern der Taliban nicht erlaubt, an den Olympischen Spielen teilzunehmen und erkannte nur das Afghanische Olympische Komitee als Vertreterin der afghanischen Athleten an. Afghanistan nahm weiterhin unter der Trikolore der ehemaligen Islamischen Republik Afghanistan teil und nicht unter dem weißen Banner des Taliban-Regimes.
Es traten drei Athletinnen für Afghanistan an. Das Taliban-Regime hatte mitgeteilt, dass es die Teilnahme von Frauen verurteilt, da der Sport für Frauen in Afghanistan eingestellt worden sei.
Als Teil des Refugee Olympic Team traten weitere afghanische Sportler an: Amir Ansari (Radsport), Farzad Mansouri (Taekwondo), Manizha Talash (Breakdance) sowie Arab Sibghatullah und Nigara Shaheen (Judo).

## Teilnehmer nach Sportarten

### Judo
| Athleten               | Wettbewerb       | 1. Runde | 1. Runde | 2. Runde        | 2. Runde | Achtelfinale  | Achtelfinale  | Viertelfinale | Viertelfinale | Halbfinale/Trostrunde | Halbfinale/Trostrunde | Finale/Platz 3 | Finale/Platz 3 | Rang |
| Athleten               | Wettbewerb       | Gegner   | Ergebnis | Gegner          | Ergebnis | Gegner        | Ergebnis      | Gegner        | Ergebnis      | Gegner                | Ergebnis              | Gegner         | Ergebnis       | Rang |
| ---------------------- | ---------------- | -------- | -------- | --------------- | -------- | ------------- | ------------- | ------------- | ------------- | --------------------- | --------------------- | -------------- | -------------- | ---- |
| Männer                 |                  |          |          |                 |          |               |               |               |               |                       |                       |                |                |      |
| Faizada Mohammad Samim | Klasse bis 81 kg | Freilos  | Freilos  | W. Borchashvili | 0s1:11s1 | ausgeschieden | ausgeschieden | ausgeschieden | ausgeschieden | ausgeschieden         | ausgeschieden         | ausgeschieden  | ausgeschieden  | 17   |

### Leichtathletik
Laufen und Gehen 
| Athleten              | Wettbewerb | Vorlauf | Vorlauf | Runde 1       | Runde 1       | Halbfinale    | Halbfinale    | Finale        | Finale        | Rang          |
| Athleten              | Wettbewerb | Zeit    | Rang    | Zeit          | Rang          | Zeit          | Rang          | Zeit          | Rang          | Rang          |
| --------------------- | ---------- | ------- | ------- | ------------- | ------------- | ------------- | ------------- | ------------- | ------------- | ------------- |
| Frauen                |            |         |         |               |               |               |               |               |               |               |
| Kamia Yousufi         | 100 m      | 13,42 s | 9       | ausgeschieden | ausgeschieden | ausgeschieden | ausgeschieden | ausgeschieden | ausgeschieden | ausgeschieden |
| Männer                |            |         |         |               |               |               |               |               |               |               |
| Sha Mahmood Noor Zahi | 100 m      | 10,64 s | 4       | ausgeschieden | ausgeschieden | ausgeschieden | ausgeschieden | ausgeschieden | ausgeschieden | ausgeschieden |

### Radsport

#### Straße
| Athleten       | Wettbewerb       | Zeit         | Rang |
| -------------- | ---------------- | ------------ | ---- |
| Frauen         |                  |              |      |
| Fariba Hashimi | Straßenrennen    | 4:10:47 h    | 75   |
| Yulduz Hashimi | Straßenrennen    | DNF          | DNF  |
| Yulduz Hashimi | Einzelzeitfahren | 44:29,13 min | 26   |

### Schwimmen
| Athleten     | Wettbewerb    | Vorlauf | Vorlauf | Halbfinale    | Halbfinale    | Finale        | Finale        | Rang |
| Athleten     | Wettbewerb    | Zeit    | Rang    | Zeit          | Rang          | Zeit          | Rang          | Rang |
| ------------ | ------------- | ------- | ------- | ------------- | ------------- | ------------- | ------------- | ---- |
| Männer       |               |         |         |               |               |               |               |      |
| Fahim Anwari | 50 m Freistil | 27,14 s | 63      | ausgeschieden | ausgeschieden | ausgeschieden | ausgeschieden | 63   |